# Ratusz w Iwano-Frankiwsku
Ratusz w Iwano-Frankiwsku – pierwotny z 1695 r. z kramami z 1871 r., czterokrotnie niszczony przez pożar, przebudowany w latach 1929–1933, w okresie II Rzeczypospolitej w stylu konstruktywistycznym  z planem umieszczenia w ratuszu „Muzeum Pokuckiego”. Obecny, czteroramienny o wielkiej bryle, to prawdziwie udana budowla swej epoki, czyli modernizmu lat 30. XX wieku. Mieści się tu muzeum krajoznawcze.  
Autorem projektu oraz kierownikiem budowy zakończonej w roku 1933 był architekt miejski Stanisławowa, inż. Stanisław Trela. Na wszystkich kątach czwartego piętra były ustawione brązowe orły.